# Sosmula
Vinicius “Vinny“ Sosa, noto anche con lo pseudonimo di SosMula (o Sos Mula) (San Paolo, 19 aprile 1988), è un rapper brasiliano naturalizzato statunitense.

## Biografia
Vinicius Sosa, meglio conosciuto con il suo nome d'arte, SosMula trascorse i suoi primi anni nelle favelas di San Paolo. Immigrando negli Stati Uniti nel 1990, all'età di 2 anni, Mula ha iniziato una tumultuosa mescolanza stato-stato prima di stabilirsi nell'Upper East Side di Manhattan. Il suono di Mula si è sviluppato in questi nuovi motivi, fondendo lo stile di destrezza inclinata dei rapper di New York con lo spirito ardente degli Harlem spagnoli.
La trasformazione da Vinny Sosa a SosMula iniziò alle superiori dove i suoi amici lo chiamavano "Sos". Circondato da una vita dura, Sos era estremamente motivato per il successo.  Il desiderio di migliorare se stesso e la sua famiglia si trasformò in un amore per il denaro impenitente, e portò al suo auto-battesimo come Sos Money. Un periodo trascorso in carcere affinò ulteriormente la sua risoluzione e perfezionò il suo pseudonimo; Sos Money è diventato SosMula. Anche se l'associazione dollaro-legge potrebbe essere una pratica standard nella comunità hip-hop, il nome risuonò a un livello più profondo con lo spirito e l'ambizione di Mula. Presto si ritrovò a gridare la sua firma "MULA!", Grido di guerra sui mix di studio.
Mula è associato a un altro rapper underground di New York, ZillaKami. Con quest'ultimo e il producer Thraxx fonda il trio trap-metal City Morgue.

## Collegamenti esterni

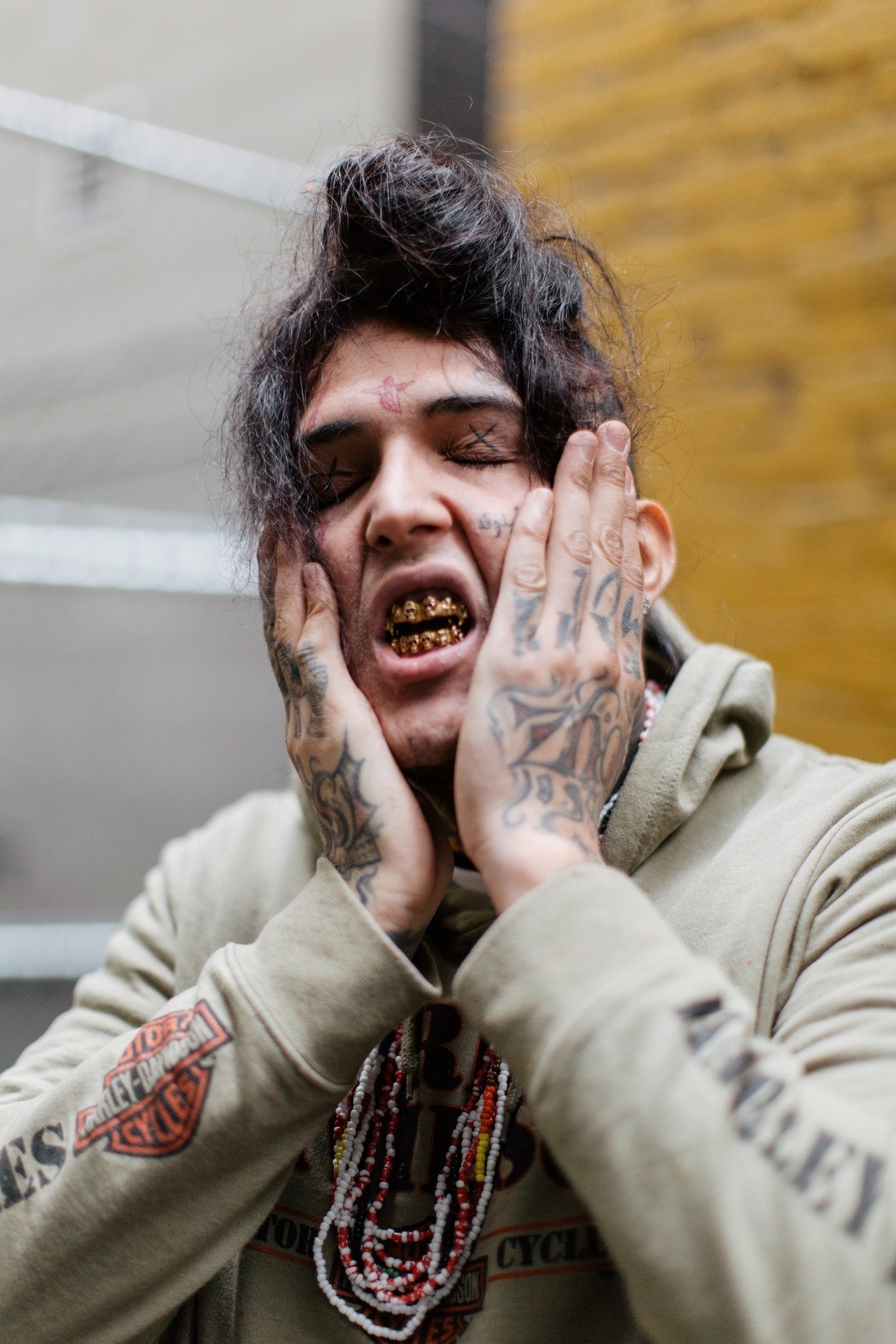
SosMula nel 2019, con il suo caratteristico grill sui denti.